# H-kayne
H-kayne es un grupo de rap marroquí basado en Meknès, nacido hacia 1996. 
Se trata de la fusión entre Dogs, grupo pionero del rap en Marruecos, y de DJ Khalid. 3issawa style, F'mo hadak y Dania figuran entre los temas de esta formación musical. Su música es rica en samples orientales sobre la que se aplican ritmos electrónicos adaptados a los dance-floors. Ganaron en Casablanca el Festival del Bulevar de los jóvenes músicos en 2003.

## Discografía
- 2002 : 1 Son 2 Bled'Art
- 2005 : HK 1426'

creado por mohamed zarhouni aissaui

## Críticas
Este grupo recibió varias críticas de parte de la mayoría de raperos por no enviar mensajes constructivos a la sociedad.